# Henric al III-lea al Angliei
Henric al III-lea (n. 1 octombrie 1207, Winchester, Regatul Angliei – d. 16 noiembrie 1272, Westminster⁠(d), Regatul Angliei) a fost fiul și succesorul lui Ioan al Angliei ca rege al Angliei pentru 56 de ani din 1216 până la moartea sa. Contemporanii îl cunoșteau sub numele de Henry de Winchester. A fost primul copil-rege de la domnia lui Ethelred.
În timpul minoratului său, guvernarea țării a fost asigurată de Guillaume de Marechal și Hubert de Bourg. Henric a fost foarte evlavios și a păstrat o vie recunoștință papei pentru protecția acordată pe vremea minorității sale. S-a recunoscut vasalul acestuia și a favorizat încălcările Romei în dauna clerului englez. Nepopularitatea regelui s-a accentuat treptat timp de 30 de ani.
Anglia a prosperat în timpul domniei lui, iar marele său monument este Westminster.